# Finsteraarhorn

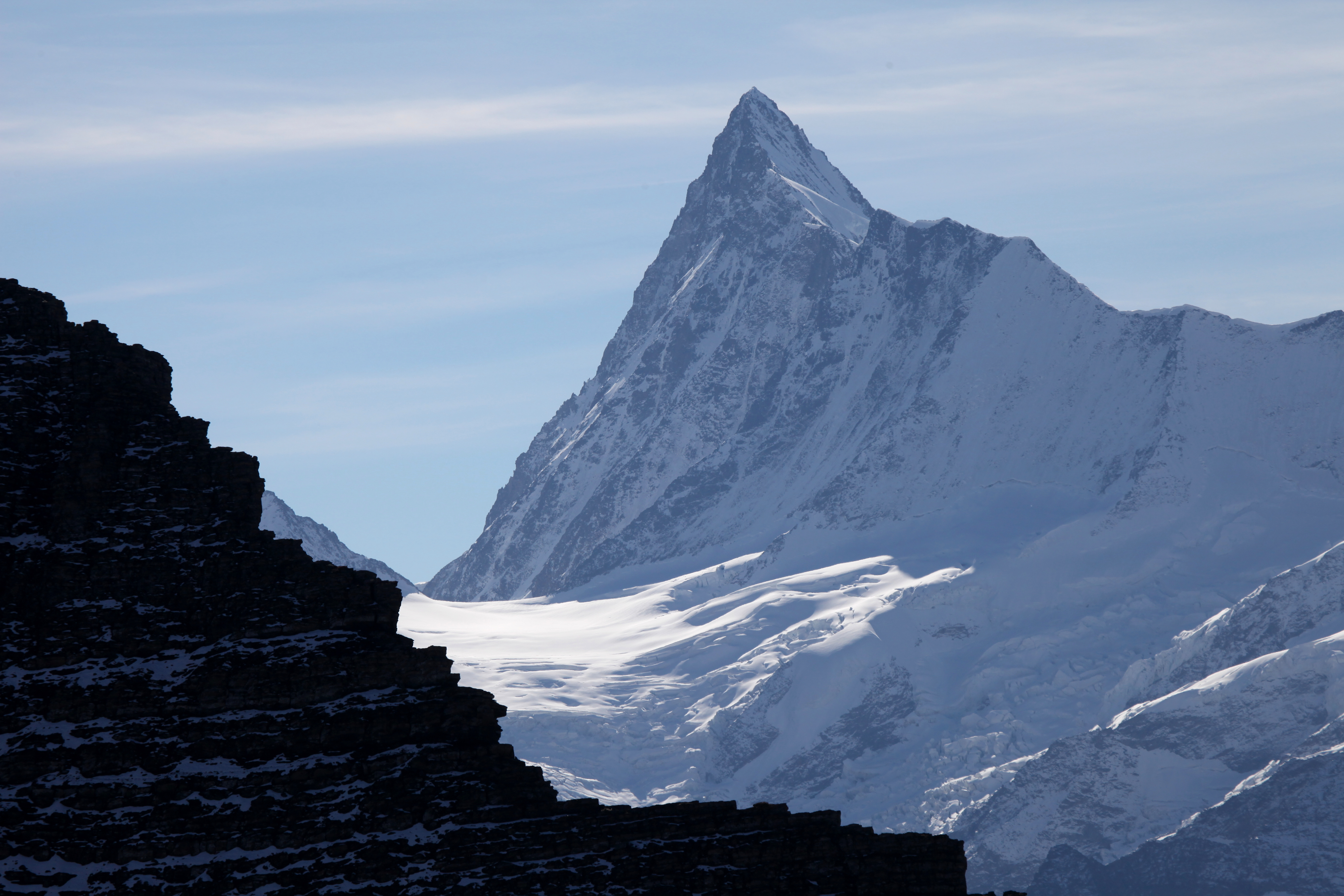
Finsteraarhorn

Finsteraarhorn – najwyższy szczyt Alp Berneńskich oraz trzeci pod względem wybitności szczyt w Alpach. Leży w Szwajcarii, na granicy kantonów Berno i Valais. Jest najwyższym szczytem kantonu Berno i zarazem najwyższym szczytem Alp leżącym poza głównym łańcuchem. W 2001 r. cały masyw Finsteraarhornu wraz z okolicznymi lodowcami został wpisany na listę światowego dziedzictwa. Wierzchołek można zdobyć ze schroniska Finsteraarhornhütte (3048 m). Szczyt otaczają lodowce Fieschergletscher na zachodzie, Unteraargletscher i Oberaargletscher na wschodzie oraz Unterer Grindelwaldgletscher na północy. Północno-wschodni filar góry ma wysokość 1000 metrów.
Pierwszego wejścia dokonali Jakob Leuthold i Johann Währen 10 sierpnia 1829 r.